# Règlement relatif à la classification, à l'étiquetage et à l'emballage des substances et des mélanges
Pour les articles homonymes, voir CLP.
Lire en ligne

« Classification, étiquetage et emballage des substances chimiques et de leurs mélanges », sur Europa.eu, 21 avril 2011 (consulté le 17 mars 2013) - Texte du règlement

Le règlement CLP (en anglais : Classification, Labelling, Packaging) désigne le règlement (CE) n° 1272/2008 du Parlement européen relatif à la classification, à l’étiquetage et à l’emballage des substances chimiques et des mélanges. Texte officiel de référence en Europe, il permet la mise en application du système général harmonisé (SGH) dans les secteurs du travail et de la consommation. Publié au JOUE n° L 353  le 31 décembre 2008, il est entré en vigueur le 20 janvier 2009.
Le règlement (CE) n° 790/2009 de la Commission du 10 août 2009, publié le 5 septembre 2009 adapte le CLP au progrès technique et scientifique.
L'application du CLP prévoit la modification puis l'abrogation en 2015, des directives : 
- 67/548/CEE modifiée relative à la classification, l’étiquetage et l’emballage des substances dangereuses. On parle également de cette directive sous l’appellation DSD :  « Dangerous Substances Directive ».
- 1999/45/CE modifiée relative à la classification, l’étiquetage et l’emballage des préparations dangereuses, plus connue sous le nom de « Dangerous Preparations Directive » (DPD).

## Principales dispositions
Le règlement CLP concerne la plupart des produits chimiques : les substances seules et les mélanges, et instaure des règles quant à la classification, l’étiquetage et l’emballage de ces produits.
À partir du 1er décembre 2010, les règles suivantes s'appliquent : 
- les substances doivent être classifiées conformément à la directive DSD et au règlement CLP. L’étiquetage et l’emballage des substances  doivent être conformes à la réglementation CLP uniquement. Cependant, les substances déjà mises sur le marché avant le 1er décembre 2010 bénéficieront d’une dérogation d’étiquetage pendant 2 ans.

Jusqu’au 1er juin 2015, un certain nombre de mesures s’appliquent : 
- la classification, l’étiquetage et l’emballage des mélanges doivent être conformes à la directive DPD sur les préparations dangereuses. Toutefois, la classification, l’étiquetage et l’emballage des mélanges peuvent également être conformes à la CLP avant cette date. Une fois la CLP appliquée, les normes de la DPD sur l’emballage et l’étiquetage ne s’appliquent plus aux mélanges. Cela signifie que l’emballage et l’étiquetage doivent être conformes à la CLP ;

- la classification d’une substance selon la DSD doit figurer dans la Fiche de Données de Sécurité (FDS), en sus de la classification CLP. Cela s’appliquera aux Fiches de Données de Sécurité de la substance concernée et aux Fiches de Données de Sécurité des mélanges contenant cette substance ;

- la classification d’un mélange selon la DPD doit figurer dans la Fiche de Données de Sécurité ;

- si un mélange est classifié, étiqueté et emballé selon la CLP, la classification CLP doit figurer sur la FDS, en sus de la classification DPD. Toutefois, un fournisseur peut choisir de classifier un mélange selon la CLP sans appliquer le règlement complet. Dans ce cas, le fournisseur peut fournir cette information dans la FDS dans la rubrique « autres informations »

## Mise en œuvre
La mise en conformité CLP passe par trois étapes : la classification, la notification et enfin la modification des étiquettes et des FDS.

### Classification
Tous les fabricants, importateurs et utilisateurs en aval y compris les distributeurs ont l’obligation de classifier leurs substances et mélanges dangereux. La classification d’une substance ou d’un mélange est une procédure complexe qui peut nécessiter l’avis d’un expert.

### Notification
Toutes les substances dangereuses ainsi que les substances soumises à REACH doivent être notifiées à l’Agence européenne des produits chimiques (AEPC), tandis que les mélanges sont exempts de notification. Seuls les fabricants et importateurs doivent soumettre une notification à l’AEPC. Les substances déjà présentes sur le marché doivent effectuer leur notification avant le 3 janvier 2011. Les substances mises sur le marché après le 1er décembre 2010 ont un délai d’un mois.

### Étiquetage et Fiches de Données de Sécurité (FDS)
Tous les fabricants, importateurs et utilisateurs en aval sont concernés par l’édition de nouvelles étiquettes et la mise à jour de FDS pour les substances et mélanges.
- étiquetage et mise à jour des FDS des substances : 1er décembre 2010

La FDS doit faire mention à la fois de la CLP et de la classification préexistante jusqu’en 2015. Les lots mis sur le marché avant cette date sont dispensés de réétiquetage et réemballage durant 2 ans.
- étiquetage et mise à jour des FDS des mélanges : 1er juin 2015

La FDS d’un mélange doit faire mention de la CLP à partir du 1er juin 2015. Les lots mis sur le marché avant cette date sont dispensés de réétiquetage et réemballage durant 2 ans.
L'étiquetage des produits chimiques dangereux doit, pour le règlement CLP, comporter les informations suivantes rédigées dans la langue du pays de commercialisation :
- Le nom, l’adresse et le N° de téléphone du fabricant ou de l’importateur ou du distributeur,
- Le nom de la substance (éventuellement sa forme, sa concentration…),
- Le nom commercial, le ou les composants dangereux s’il s’agit d’une préparation,
- Le ou les symboles de danger,
- La mention d'avertissement
- Les mentions de danger et conseils de prudence,
- La mention «Index N°» s’il s’agit d’une substance,
- La quantité nominale si le produit est distribué au Grand Public,
- Des mentions complémentaires.

Voir les pictogrammes de danger CLP/GSH , ainsi que les mentions de danger 'H'  (ex phrases de risque 'R'), les conseils de prudence 'P'  (ex phrases de sécurité 'S') et les informations additionnelles (phrases EUH) à mentionner sur les étiquettes et FDS.
La taille des étiquettes est également fonction du volume du contenant. Les tailles minimales règlementaires sont :
- Volume < 3 litres : format 74x52 mm
- de 3 à 50 litres : format 105x74 mm
- de 50 à 500 litres : format 148x105 mm
- >500 litres : 210x148 mm

## Classes de danger
Les 28 classes de danger définies par le règlement CLP :
- Classes de danger physique : explosibles, gaz inflammables, aérosols inflammables, gaz comburants, gaz sous pression, liquides inflammables, matières solides inflammables, substances et mélanges autoréactifs, liquides pyrophoriques, matières solides pyrophoriques, substances et mélanges auto-échauffants, substances et mélanges qui, au contact de l’eau, dégagent des gaz inflammables, liquides comburants, matières solides comburantes, péroxydes organiques, substances ou mélanges corrosifs pour les métaux
- Classes de danger pour la santé : toxicité aigüe, corrosion cutanée/irritation cutanée, lésions oculaires graves/irritation oculaire, sensibilisation respiratoire, sensibilisation cutanée, mutagénicité sur les cellules germinales, cancérogénicité, toxicité pour la reproduction, toxicité systémique pour certains organes cibles (exposition unique), toxicité systémique pour certains organes cibles (expositions répétées), danger par aspiration
- Classes de danger pour l'environnement : danger pour le milieu aquatique, dangereux pour la couche d'ozone